# Tonight: Franz Ferdinand
Albums de Franz Ferdinand
You Could Have It So Much Better
(2005) Right Thoughts, Right Words, Right Action
(2013)
Tonight : Franz Ferdinand est le troisième album du groupe écossais Franz Ferdinand, sorti le 26 janvier 2009.

## Liste des titres
Toutes les chansons sont écrites et composées par Franz Ferdinand.
| No  | Titre              | Durée |
| --- | ------------------ | ----- |
| 1.  | Ulysses            | 3:13  |
| 2.  | Turn It On         | 2:23  |
| 3.  | No You Girls       | 3:44  |
| 4.  | Twilight Omens     | 2:32  |
| 5.  | Send Him Away      | 3:01  |
| 6.  | Live Alone         | 3:36  |
| 7.  | Bite Hard          | 3:31  |
| 8.  | What She Came For  | 3:28  |
| 9.  | Can't Stop Feeling | 3:05  |
| 10. | Lucid Dreams       | 7:57  |
| 11. | Dream Again        | 3:20  |
| 12. | Katherine Kiss Me  | 2:56  |

| 13. | Lucid Dreams                                          | 3:42 |
| 14. | Ulysses (The Disco Bloodbath Effect) (Pre-Order Only) | 8:03 |
| 15. | Feeling Kind of Anxious (Pre-Order Only)              | 6:31 |

| 1. | Feel the Pressure (What She Came For dub version)            | 3:28 |
| 2. | Die on the Floor (Can't Stop Feeling dub version)            | 6:35 |
| 3. | The Vaguest of Feeling (Live Alone dub version)              | 3:50 |
| 4. | If I Can't Have You Then Nobody Can (Turn It On dub version) | 3:54 |
| 5. | Katherine Hit Me (No You Girls dub version)                  | 3:43 |
| 6. | Backwards on My Face (Twilight Omens dub version)            | 3:48 |
| 7. | Feeling Kind of Anxious (Ulysses dub version)                | 6:31 |
| 8. | Feel the Envy (Send Him Away dub version)                    | 3:32 |